# Novo Centro
O partido Novo Centro (em francês: Nouveau Centre — NC), também conhecido com Partido Social Liberal Europeu (Parti Social Libéral Européen, PSLE) é um partido político francês formado em 29 de maio de 2007 por membros do Union pour la démocratie française (UDF). Na ocasião, os ex-membros da UDF não concordaram com a criação do Mouvement démocrate (MoDem), por parte de François Bayrou e queriam manter a aliança ao, na época, recém-eleito Nicolas Sarkozy, continuando assim com a parceria UDF-UMP. É um partido de centro-direita e suas cores são azul-claro e vermelho.

## História
Durante as eleições legislativas de junho de 2007, 17 deputados da NC foram eleitos. Apenas três deputados foram eleitos pelo MoDem, mesmo com a vantagem de 7,6% dos votos no primeiro turno contra cerca de 2,3% da NC.
O Ministro da Defesa e líder do partido, Hervé Morin foi eleito no primeiro turn em Eure (50,05%), outros candidatos, como François Sauvadet e Charles de Courson também foram eleitos no primeiro turno. No total, seis deputados do Nouveau Centre foram eleitos no primeiro turno. No segundo turno, mais 11 deputados foram eleitos, resultando assim no total de 17.

## Ideologia
O Nouveau Centre defende a harmonização entre o socialismo e o capitalismo. Sendo um partido de direita, o NC é favorável à economia laissez-faire, e admite o liberalismo. Encaixa-se então, na definição de democracia cristã. Possui um programa favoritando o uso de combustíveis alternativos e de atenção aos transportes públicos. É um partido extremamente pró-Europa e contra a imigração.